# Scolochilus
Scolochilus is een kevergeslacht uit de familie van de boktorren (Cerambycidae). De wetenschappelijke naam van het geslacht werd voor het eerst geldig gepubliceerd in 1979 door Monné.

## Soorten
Scolochilus omvat de volgende soorten:
- Scolochilus lautus Monné & Tavakilian, 1988
- Scolochilus maculatus Monné, 1979